# Carmen de la Legua Reynoso
El districte peruà de Carmen de La Legua - Reynoso  és un dels 6 districtes que conformen la Província Constitucional de Callao. Limita al nord i a l'est amb la Província de Lima i al sud i oest amb el nom e de Callao.

## Història

### Fundació
Va ser creat per Llei Núm. 15247 del 4 de desembre de 1964 i té més de 50.000 habitants en una superfície de 2,12 quilòmetres quadrats. I està ubicat en el marge esquerre del Riu Rímac.
El seu nom es deu al fet que, durant els temps de la colònia, en aquesta localitat es va erigir una ermita a San Juan de Dios on es van establir els religiosos Hospitalaris, i equidistava una llegua tant de la ciutat de Lima com del port del Callao. El 1617 es va fundar un col·legi de donzelles (terciàries carmelites) i en l'actualitat, al lloc on s'ubicava aquella ermita, es troba el Santuari de la Virgen del Carmen de la Llegua.

### Violència política
Segons l'informe de la Comisión de la Verdad y Reconciliación, durant el període de violència política estudiat, es van registrar casos de tortura i desaparició política de veïns del districte per part de les forces de seguretat de l'Estat. Algunes de les víctimes identificades en el registre de Casos de la Província Constitucional del Callao reportats a la CVR són:
Per any de la seva detenció:
- 1989 - Rafael Evaristo Fernández Vásquez. Detingut, torturat.
- 1993 - Alvaro Velazquez. Mauro David. Detingut, torturat.
- 1993 - De la Cruz Del Carpio, Ítalo. Detingut, torturat.
- 1993 - Roca Cases, Martín Javier. Estudiant d'Economia de la Universitat Nacional del Callao. Detingut i desaparegut. Veí de Villa Señor de los Milagros. L'Estat peruà ha estat denunciat davant de la Comissió Interamericana de Drets Humans per aquest cas.[2]

## Autoritats
- Període 2003-2006
  - Alcalde: Félix Moreno Caballero
- Període 2007-2010
  - Alcalde: Juan de Dios Gavilano Ramírez